# Janusz Wojsławic
Janusz Wojsławic – pierwszy kasztelan wyszogrodzki urzędujący w XII wieku.
Pochodził z możnego rodu Powałów.
Był synem Dobromiły, córki Kiełcza, oraz Wojsława Powały – jednego z najwybitniejszych możnych w Polsce przełomu XI i XII wieku. Jego bratem był Trojan - prokurator (zarządca dóbr książęcych) za czasów Bolesława Kędzierzawego oraz być może margrabia w rejonie Wizny.
Posiadał dwóch synów: Żyra – późniejszego wojewodę mazowieckiego (zm. ok. 1187 r.)  i Sasina oraz nieznaną z imienia córkę, która wyszła za mąż za księcia pomorskiego i została matką księcia gdańskiego Sambora (1150-1205), występującego w 1178 r.
Wnuk Janusza Gedko (syn Sasina) sięgnął po urząd biskupa płockiego (1206-26), zaś jego bezpośrednim następcą został drugi z wnuków Olt Żyrowic. 
Janusz za oddane usługi synom Salomei – żony Krzywoustego otrzymał od nich w latach 30.-40. XII wieku m.in. Wyszogród oraz dobra pieńskie położone na prawym brzegu Wisły.
W 1145 r. został wymieniony (wraz z małżonką Sulisławą) w dokumencie Mieszka Starego adresowanego do klasztoru benedyktynów (od 1113 r. kanoników regularnych) w Trzemesznie jako ofiarodawca wsi Stelno, fundator kościoła św. Jana Ewangelisty w obrębie klasztoru (uposażonego wsiami ze wschodniej Wielkopolski) oraz ofiarodawca połowy dochodów z karczem, ceł i targów w Wyszogrodzie wraz ze wsią Łoskot i jazem na Brdzie.
Większość historyków uważa, że Janusz sprawował urząd kasztelana wyszogrodzkiego nadany przez Mieszka III Starego, dzierżąc Wyszogród jako beneficjum urzędnicze (kasztelańskie).